# Chromis atripectoralis
Chromis atripectoralis és una espècie de peix de la família dels pomacèntrids i de l'ordre dels perciformes.

## Morfologia
Els mascles poden assolir els 12 cm de longitud total.

## Distribució geogràfica
Es troba des d'Austràlia fins a les Illes Ryukyu i a gran part de les illes d'Oceania, llevat de les Illes Hawaii, les Illes Marqueses i Pitcairn. També a les Seychelles, Tailàndia i Austràlia Occidental.